# مسعد عوض
مسعد عوض (عربی: مسعد عوض؛ زادهٔ ۱۵ ژانویهٔ ۱۹۹۳) یک ورزشکار اهل مصر است.
از باشگاه‌هایی که در آن بازی کرده‌است می‌توان به باشگاه ورزشی الاهلی مصر و تیم ملی فوتبال مصر اشاره کرد.
وی همچنین در تیم‌های ملی فوتبال Egypt U-20 Egypt U-23 مصر بازی کرده است.